# 克雷姆斯乡村县

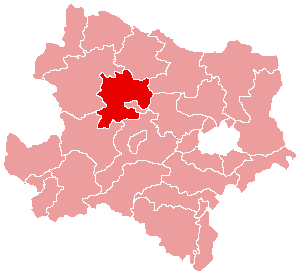
克雷姆斯地区县在下奥地利州的位置

克雷姆斯乡村县（德語：Bezirk Krems-Land）是奥地利下奥地利州所辖的一个县。总面积924.0平方公里，总人口54407，人口密度59人/平方公里（2001年）。行政中心位于多瑙河畔克雷姆斯。

## 行政区域
克雷姆斯地区县辖有29个市镇。

克雷姆斯乡村县 - Krems-Land
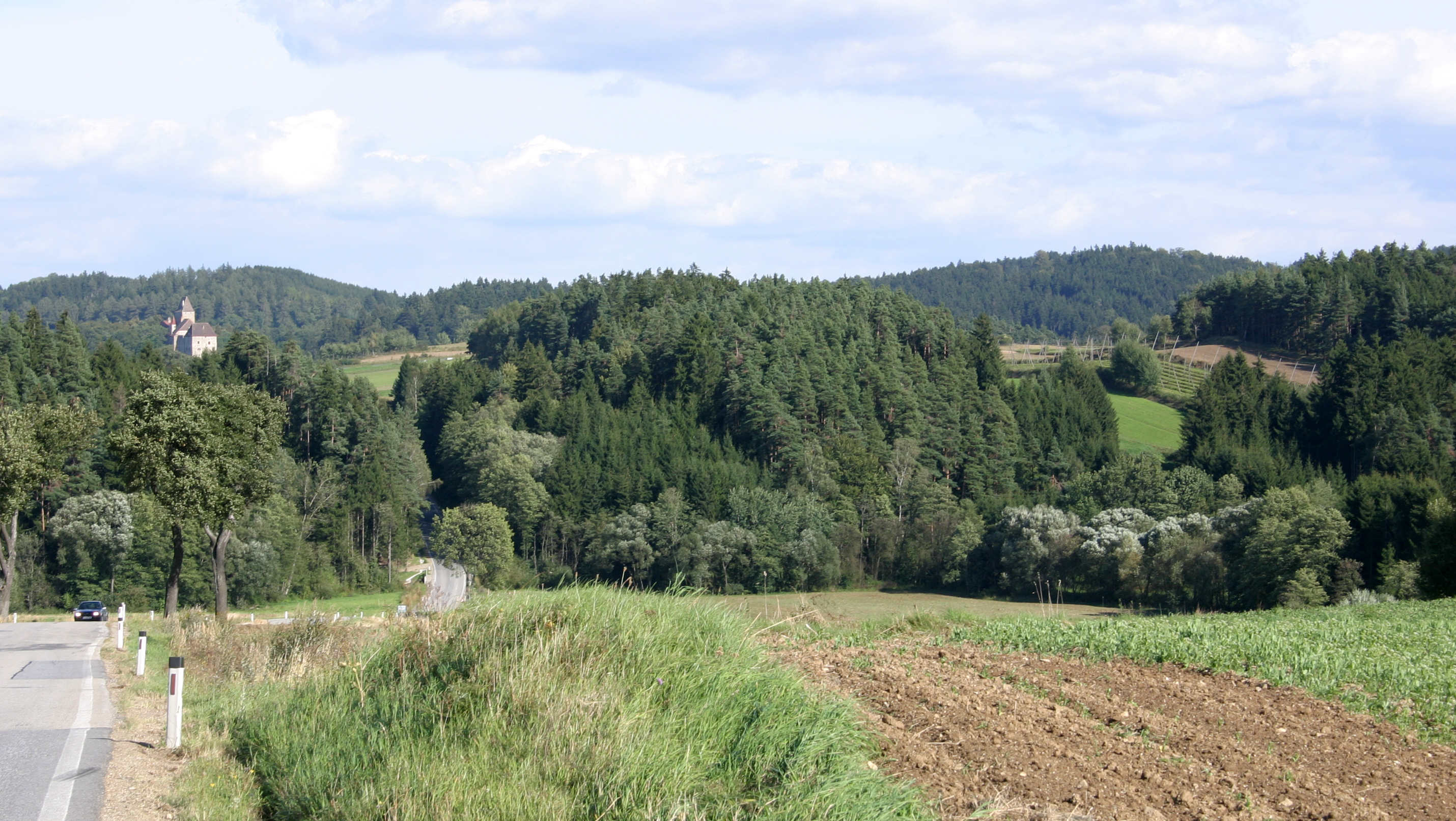
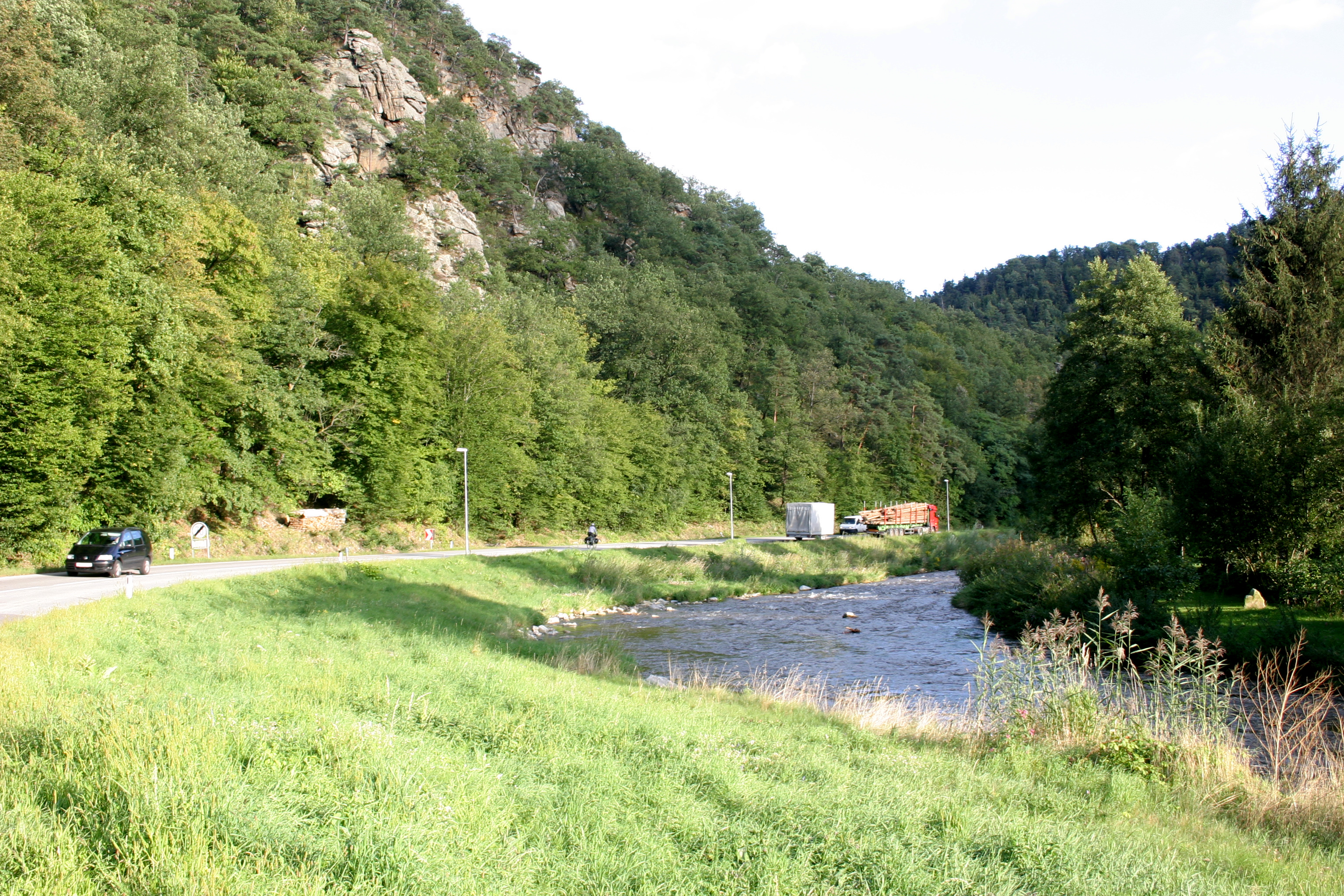
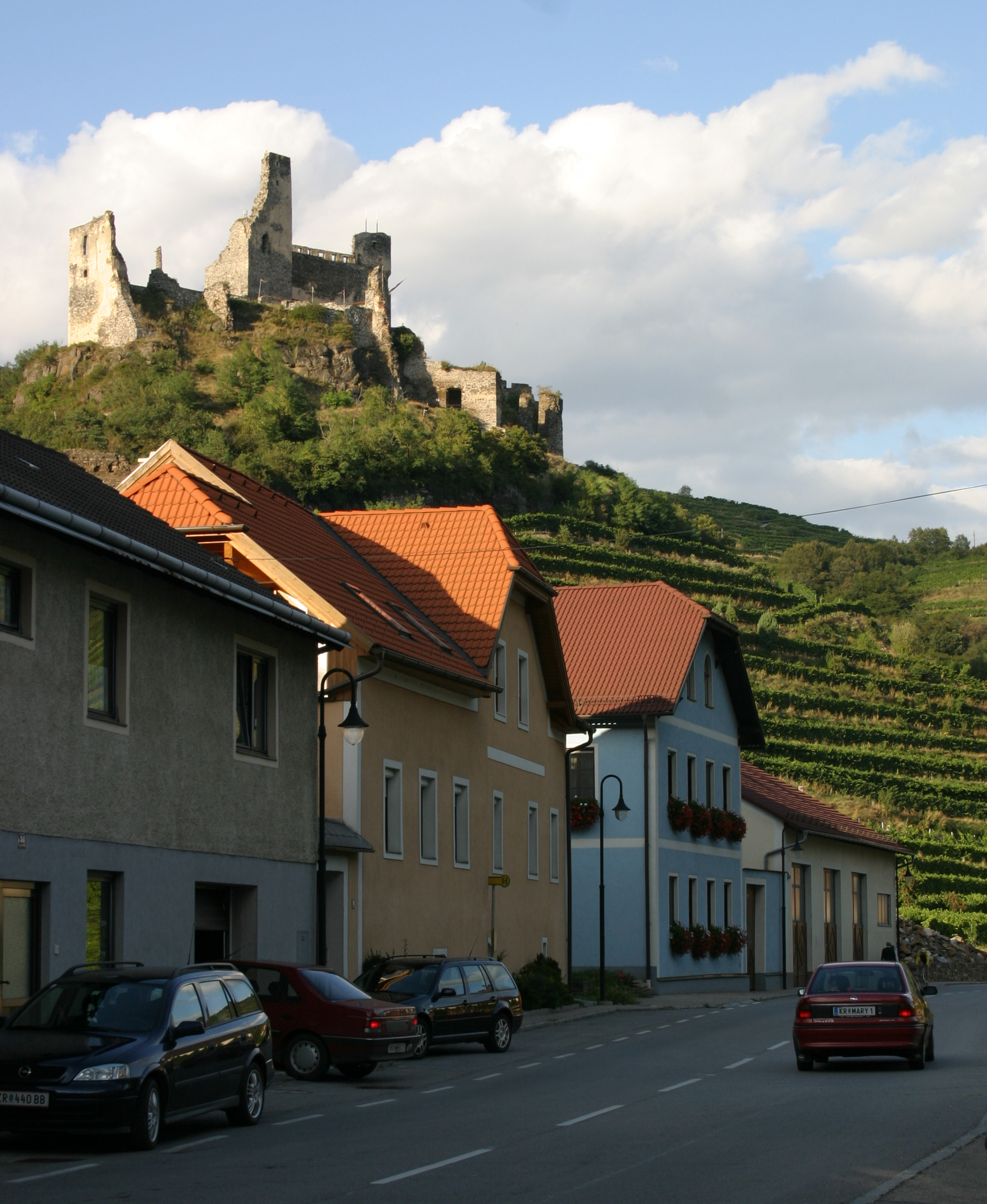
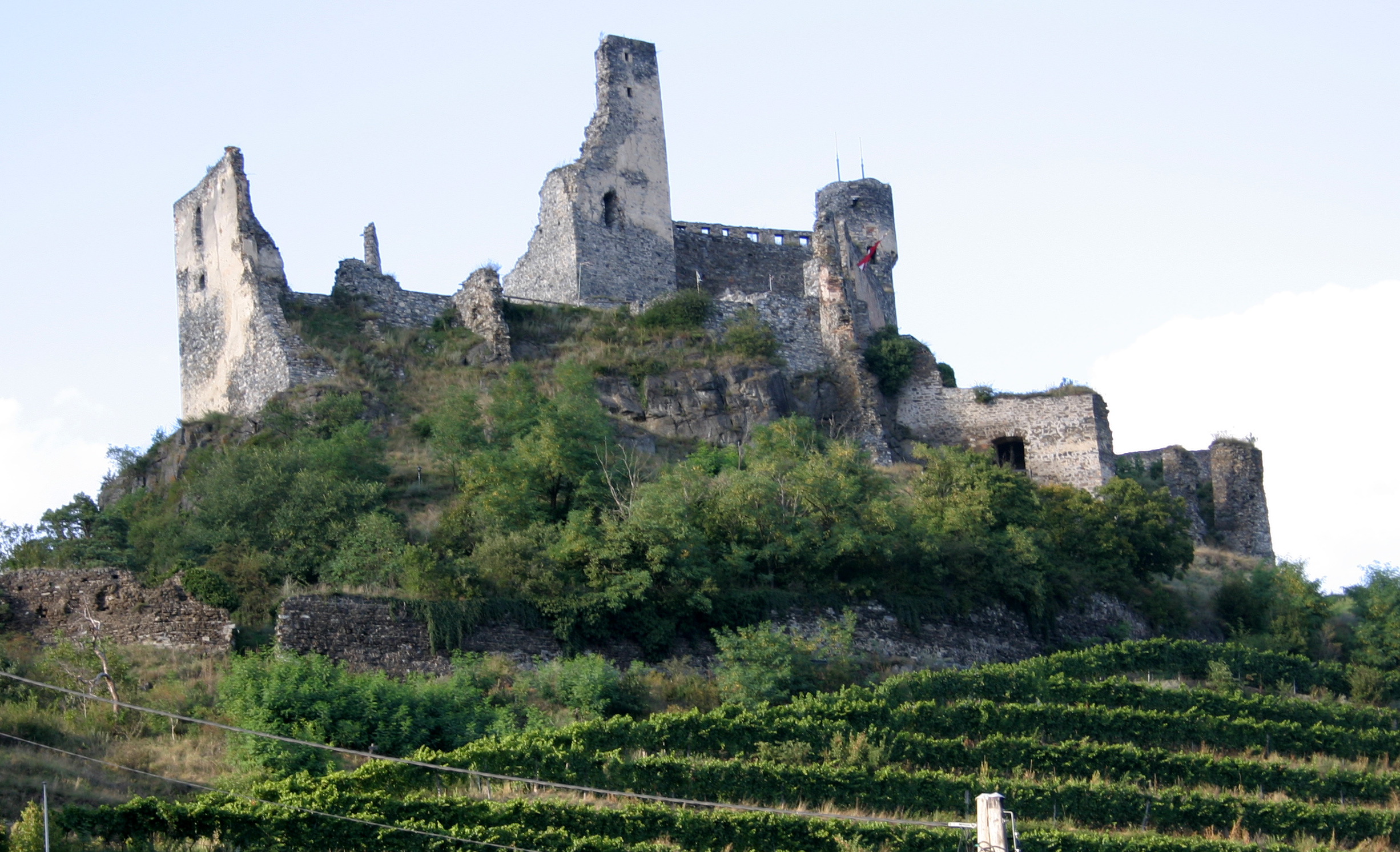